# 阿奇米亞塔

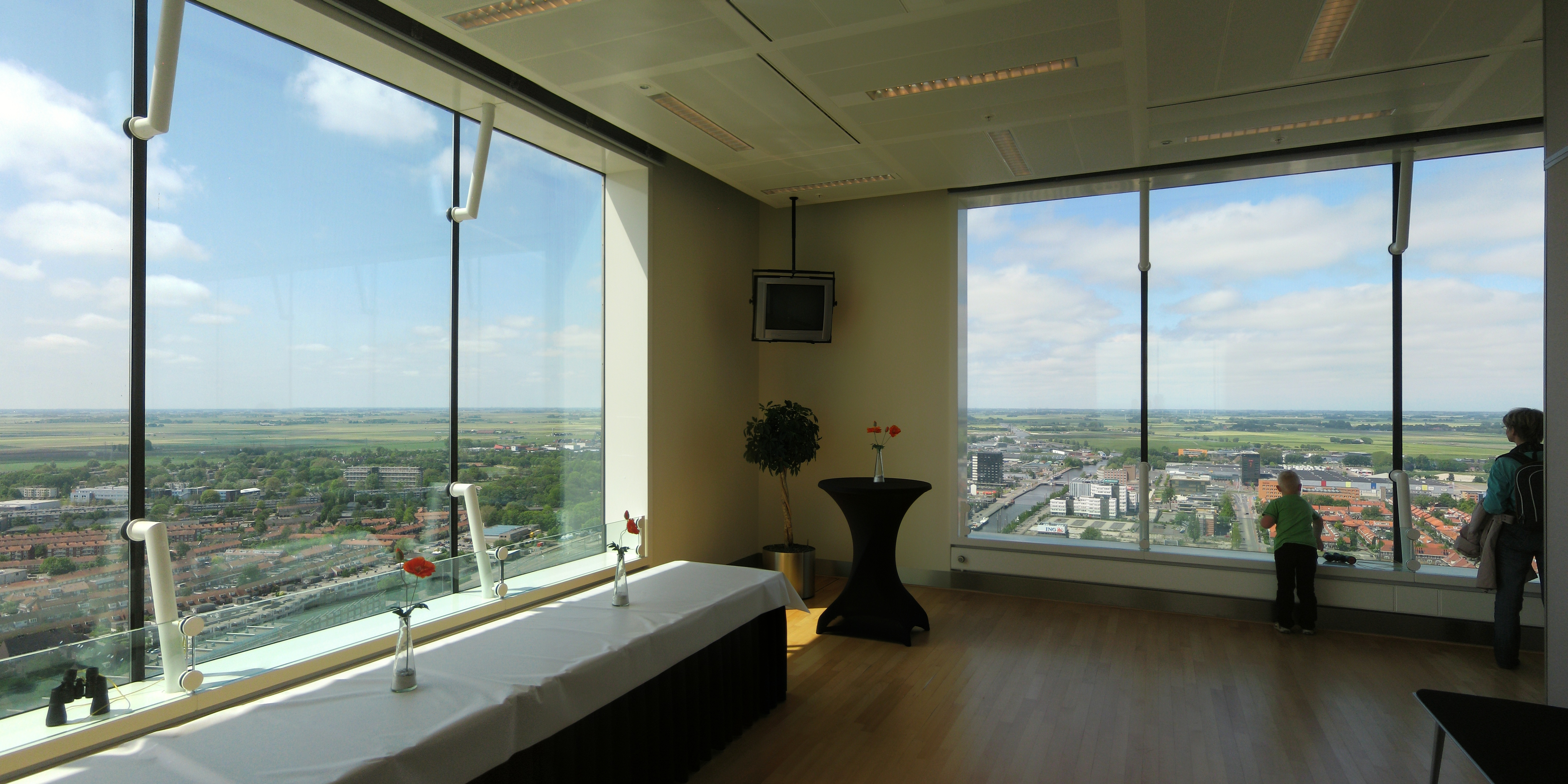
位於26樓的觀景台

阿奇米亞塔（荷蘭語：Achmeatoren）是位於荷蘭菲仕蘭省呂伐登的高層建築，由荷蘭最大的金融服務供應商之一阿奇米亞公司擁有，鄰近呂伐登車站。樓高114.6公尺，為地上26層建築。阿奇米亞塔是菲仕蘭省乃至於荷蘭東北部最高的大樓，在天氣晴朗時，全弗里斯蘭都可看見這座建築。

## 外部連結
- ACHMEATOREN於建築師事務所的簡介 （页面存档备份，存于） （荷兰文）